# (19877) 9086 P-L
(19877) 9086 P-L est un astéroïde de la ceinture principale aréocroiseur découvert en 1960.

## Description
(19877) 9086 P-L a été découvert le 17 octobre 1960 à l'observatoire Palomar, situé au nord de San Diego en Californie, par Cornelis Johannes van Houten, Ingrid van Houten-Groeneveld et Tom Gehrels.

### Caractéristiques orbitales
L'orbite de cet astéroïde est caractérisée par un demi-grand axe de 2,23 ua, un périhélie de 1,54 ua, une excentricité de 0,31 et une inclinaison de 4,87° par rapport à l'écliptique. Du fait de ces caractéristiques, à savoir un demi-grand axe inférieur à 3,2 ua et un périhélie compris entre 1,3 et 1,666 ua, il croise l'orbite de Mars et est classé, selon la JPL Small-Body Database, comme astéroïde aréocroiseur (aréo venant de Arès).

### Caractéristiques physiques
(19877) 1960 P-L a une magnitude absolue (H) de 16,7 et un albédo estimé à 0,382.